# Giro d’Italia 2021/17. Etappe
Die 17. Etappe des Giro d’Italia 2021 führte nach einem Ruhetag am 26. Mai 2021 über 193 Kilometer von Canazei zur Bergankunft nach Sega di Ala in der Provinz Verona.
Sieger der Bergankunft wurde Daniel Martin (Israel Start-Up Nation) mit 13 Sekunden Vorsprung auf João Almeida (Deceuninck-Quick-Step) und 30 Sekunden Vorsprung auf Simon Yates (BikeExchange). Egan Bernal (Ineos Grenadiers) verteidigte als Siebter mit 1:23 Minuten Rückstand die Maglia Rosa.
Nach umkämpftem Beginn auf abschüssiger Strecke setzte sich nach ca. 50 Kilometern eine 19-köpfige Spitzengruppe um den späteren Etappensieger Martin ab. Aus dieser Gruppe sicherte sich Dries De Bondt (Alpecin-Fenix) die erste Bergwertung der 3. Kategorie und beide Zwischensprints. Der Gesamtführende der Bergwertung Geoffrey Bouchard (AG2R Citroën) gewann die zweite Bergwertung am Passo di San Valentino (1. Kategorie). Nachdem Yates´ Team BikeExchange den Maximalvorsprung des Ausreißer von 5:15 Minuten reduzierte und diese am Fuß des Schlussanstiegs nur noch 1:30 Minuten Vorsprung hatten, distanzierte Martin seine letzten Begleiter. In der Gruppe der Favoriten attackierten vier Kilometer vor dem Ziel Almeida und Yates, wodurch Bernal zurückfiel. Almeida verbesserte sich vom zehnten auf den achten Gesamtrang; Yates vom fünften auf den dritten.

## Ergebnis
| \| Etappenergebnis \| Etappenergebnis \| Etappenergebnis \| Etappenergebnis \| Etappenergebnis \| \| Fahrer \| Fahrer \| Land \| Team \| Zeit \| \| --------------- \| ---------------------- \| ---------------------- \| ---------------------- \| --------------- \| \| 1. \| Daniel Martin \| Irland \| Israel Start-Up Nation \| 4 h 54 min 38 s \| \| 2. \| João Almeida \| Portugal \| Deceuninck-Quick Step \| + 13 s \| \| 3. \| Simon Yates \| Vereinigtes Königreich \| BikeExchange \| + 30 s \| \| 4. \| Diego Ulissi \| Italien \| UAE Team Emirates \| + 1 min 20 s \| \| 5. \| Damiano Caruso \| Italien \| Bahrain Victorious \| + 1 min 20 s \| \| 6. \| Daniel Felipe Martínez \| Kolumbien \| Ineos Grenadiers \| + 1 min 23 s \| \| 7. \| Egan Bernal \| Kolumbien \| Ineos Grenadiers \| + 1 min 23 s \| \| 8. \| Antonio Pedrero \| Spanien \| Movistar Team \| + 1 min 38 s \| \| 9. \| Pello Bilbao \| Spanien \| Bahrain Victorious \| + 1 min 43 s \| \| 10. \| George Bennett \| Neuseeland \| Jumbo-Visma \| + 2 min 21 s \| |                        |                        |                        |                 |
| |                        |                        |                        |                 |
| Quelle: ProCyclingStats |                        |                        |                        |                 |
| Etappenergebnis |                        |                        |                        |                 |
| Fahrer | Fahrer                 | Land                   | Team                   | Zeit            |
| 1. | Daniel Martin          | Irland                 | Israel Start-Up Nation | 4 h 54 min 38 s |
| 2. | João Almeida           | Portugal               | Deceuninck-Quick Step  | + 13 s          |
| 3. | Simon Yates            | Vereinigtes Königreich | BikeExchange           | + 30 s          |
| 4. | Diego Ulissi           | Italien                | UAE Team Emirates      | + 1 min 20 s    |
| 5. | Damiano Caruso         | Italien                | Bahrain Victorious     | + 1 min 20 s    |
| 6. | Daniel Felipe Martínez | Kolumbien              | Ineos Grenadiers       | + 1 min 23 s    |
| 7. | Egan Bernal            | Kolumbien              | Ineos Grenadiers       | + 1 min 23 s    |
| 8. | Antonio Pedrero        | Spanien                | Movistar Team          | + 1 min 38 s    |
| 9. | Pello Bilbao           | Spanien                | Bahrain Victorious     | + 1 min 43 s    |
| 10. | George Bennett         | Neuseeland             | Jumbo-Visma            | + 2 min 21 s    |

## Gesamtstände
| \| Gesamtwertung \| Gesamtwertung \| Gesamtwertung \| Gesamtwertung \| Gesamtwertung \| \| Fahrer \| Fahrer \| Land \| Team \| Zeit \| \| ------------- \| ---------------------- \| ---------------------- \| --------------------- \| ---------------- \| \| 1. \| Egan Bernal \| Kolumbien \| Ineos Grenadiers \| 71 h 32 min 05 s \| \| 2. \| Damiano Caruso \| Italien \| Bahrain Victorious \| + 2 min 21 s \| \| 3. \| Simon Yates \| Vereinigtes Königreich \| BikeExchange \| + 3 min 23 s \| \| 4. \| Alexander Wlassow \| Russland \| Astana-Premier Tech \| + 6 min 03 s \| \| 5. \| Hugh Carthy \| Vereinigtes Königreich \| EF Education-Nippo \| + 6 min 09 s \| \| 6. \| Romain Bardet \| Frankreich \| Team DSM \| + 6 min 31 s \| \| 7. \| Daniel Felipe Martínez \| Kolumbien \| Ineos Grenadiers \| + 7 min 17 s \| \| 8. \| João Almeida \| Portugal \| Deceuninck-Quick Step \| + 8 min 45 s \| \| 9. \| Tobias Foss \| Norwegen \| Jumbo-Visma \| + 9 min 18 s \| \| 10. \| Giulio Ciccone \| Italien \| Trek-Segafredo \| + 11 min 26 s \| |                        |                        |                       |                  |
| |                        |                        |                       |                  |
| Quelle: ProCyclingStats |                        |                        |                       |                  |
| Gesamtwertung |                        |                        |                       |                  |
| Fahrer | Fahrer                 | Land                   | Team                  | Zeit             |
| 1. | Egan Bernal            | Kolumbien              | Ineos Grenadiers      | 71 h 32 min 05 s |
| 2. | Damiano Caruso         | Italien                | Bahrain Victorious    | + 2 min 21 s     |
| 3. | Simon Yates            | Vereinigtes Königreich | BikeExchange          | + 3 min 23 s     |
| 4. | Alexander Wlassow      | Russland               | Astana-Premier Tech   | + 6 min 03 s     |
| 5. | Hugh Carthy            | Vereinigtes Königreich | EF Education-Nippo    | + 6 min 09 s     |
| 6. | Romain Bardet          | Frankreich             | Team DSM              | + 6 min 31 s     |
| 7. | Daniel Felipe Martínez | Kolumbien              | Ineos Grenadiers      | + 7 min 17 s     |
| 8. | João Almeida           | Portugal               | Deceuninck-Quick Step | + 8 min 45 s     |
| 9. | Tobias Foss            | Norwegen               | Jumbo-Visma           | + 9 min 18 s     |
| 10. | Giulio Ciccone         | Italien                | Trek-Segafredo        | + 11 min 26 s    |

| Punktewertung | Punktewertung    | Punktewertung | Punktewertung                      | Punktewertung |
| Fahrer        | Fahrer           | Land          | Team                               | Punkte        |
| ------------- | ---------------- | ------------- | ---------------------------------- | ------------- |
| 1.            | Peter Sagan      | Slowakei      | Bora-Hansgrohe                     | 135 P.        |
| 2.            | Davide Cimolai   | Italien       | Israel Start-Up Nation             | 113 P.        |
| 3.            | Fernando Gaviria | Kolumbien     | UAE Team Emirates                  | 110 P.        |
| 4.            | Elia Viviani     | Italien       | Cofidis                            | 86 P.         |
| 5.            | Dries De Bondt   | Belgien       | Alpecin-Fenix                      | 63 P.         |
| 6.            | Egan Bernal      | Kolumbien     | Ineos Grenadiers                   | 59 P.         |
| 7.            | Edoardo Affini   | Italien       | Jumbo-Visma                        | 50 P.         |
| 8.            | Andrea Pasqualon | Italien       | Intermarché-Wanty-Gobert Matériaux | 49 P.         |
| 9.            | Umberto Marengo  | Italien       | Bardiani CSF Faizanè               | 45 P.         |
| 10.           | Matteo Moschetti | Italien       | Trek-Segafredo                     | 44 P.         |

| Bergwertung | Bergwertung       | Bergwertung | Bergwertung            | Bergwertung |
| Fahrer      | Fahrer            | Land        | Team                   | Punkte      |
| ----------- | ----------------- | ----------- | ---------------------- | ----------- |
| 1.          | Geoffrey Bouchard | Frankreich  | AG2R Citroën Team      | 180 P.      |
| 2.          | Egan Bernal       | Kolumbien   | Ineos Grenadiers       | 109 P.      |
| 3.          | Daniel Martin     | Irland      | Israel Start-Up Nation | 79 P.       |
| 4.          | Bauke Mollema     | Niederlande | Trek-Segafredo         | 53 P.       |
| 5.          | Lorenzo Fortunato | Italien     | Eolo-Kometa            | 52 P.       |
| 6.          | Damiano Caruso    | Italien     | Bahrain Victorious     | 41 P.       |
| 7.          | Dries De Bondt    | Belgien     | Alpecin-Fenix          | 39 P.       |
| 8.          | Giulio Ciccone    | Italien     | Trek-Segafredo         | 34 P.       |
| 9.          | João Almeida      | Portugal    | Deceuninck-Quick Step  | 30 P.       |
| 10.         | Jan Tratnik       | Slowenien   | Bahrain Victorious     | 26 P.       |

| Nachwuchswertung | Nachwuchswertung       | Nachwuchswertung | Nachwuchswertung      | Nachwuchswertung  |
| Fahrer           | Fahrer                 | Land             | Team                  | Zeit              |
| ---------------- | ---------------------- | ---------------- | --------------------- | ----------------- |
| 1.               | Egan Bernal            | Kolumbien        | Ineos Grenadiers      | 71 h 32 min 05 s  |
| 2.               | Alexander Wlassow      | Russland         | Astana-Premier Tech   | + 6 min 03 s      |
| 3.               | Daniel Felipe Martínez | Kolumbien        | Ineos Grenadiers      | + 7 min 17 s      |
| 4.               | João Almeida           | Portugal         | Deceuninck-Quick Step | + 8 min 45 s      |
| 5.               | Tobias Foss            | Norwegen         | Jumbo-Visma           | + 9 min 18 s      |
| 6.               | Attila Valter          | Ungarn           | Groupama-FDJ          | + 35 min 12 s     |
| 7.               | Lorenzo Fortunato      | Italien          | Eolo-Kometa           | + 38 min 31 s     |
| 8.               | Remco Evenepoel        | Belgien          | Deceuninck-Quick Step | + 1 h 03 min 12 s |
| 9.               | Michael Storer         | Australien       | Team DSM              | + 1 h 36 min 47 s |
| 10.              | Einer Rubio            | Kolumbien        | Movistar Team         | + 1 h 43 min 37 s |

| Mannschaftswertung | Mannschaftswertung    | Mannschaftswertung     | Mannschaftswertung |
| Team               | Team                  | Land                   | Zeit               |
| ------------------ | --------------------- | ---------------------- | ------------------ |
| 1.                 | Ineos Grenadiers      | Vereinigtes Königreich | 15 h 04 min 48 s   |
| 2.                 | Jumbo-Visma           | Niederlande            | + 26 min 40 s      |
| 3.                 | Trek-Segafredo        | Vereinigte Staaten     | + 30 min 29 s      |
| 4.                 | Team BikeExchange     | Australien             | + 44 min 26 s      |
| 5.                 | Team DSM              | Deutschland            | + 1 h 02 min 11 s  |
| 6.                 | Astana-Premier Tech   | Kasachstan             | + 1 h 03 min 19 s  |
| 7.                 | Movistar Team         | Spanien                | + 1 h 09 min 24 s  |
| 8.                 | EF Education-Nippo    | Vereinigte Staaten     | + 1 h 13 min 17 s  |
| 9.                 | Bahrain Victorious    | Bahrain                | + 1 h 16 min 52 s  |
| 10.                | Deceuninck-Quick Step | Belgien                | + 1 h 28 min 33 s  |

## Ausgeschiedene Fahrer
- Victor Campenaerts (Qhubeka-Assos) wegen Sehnenproblemen nicht gestartet
- Rémy Rochas (Cofidis) nach Sturz aufgegeben[2]